# Bijelo vino
Bijelo vino je vino najčešće proizvedeno od bijelog grožđa. Osim po vrsti grožđa, ono se od crnog vina razlikuje i po tehnologiji proizvodnje.

## Proizvodnja
Bijelo vino nastaje fermentacijom soka grožđa, bez kože i peteljki.
Moguća je i proizvodnja bijelog vina od crnog grožđa. Takvo vino se naziva Klaret (Claret) odnosno u Francuskoj i kao Blanc de Noirs - šampanjac. Premda crvena boja vina potiče iz kože grožđa, pri proizvodnji ovih vina se poseban akcenat stavlja na kvalitet grožđa i brzinu prerade, da bi se koža što prije odvojila od soka i izbjeglo bojenje soka pigmentima boje iz kože.
Poslije toga se svježe iscijeđenom soku dodaju kisik i želatina, čime se preostale krupnije čestice skupljaju na površini i odvajaju. Alternativno se iscijeđeni sok filtrira ili ponovo cijedi.
Tako pripremljenom soku se dodaju posebni kvasci (Saccharomyces cerevisiae i/ili Baianus) nakon čega mošt fermentira na temperaturi između 15 i 20 °C.
Poslije procesa fermentacije, iz „mladog vina“ se izdvajaju ostaci kvasca i dodaju određena sumporna jedinjenja, čime se pokušava ostvariti njegova mikrobiološka stabilnost.
Prije punjenja u butelje, vino se filtrira ili mu se dodaju razne arome i dodaci i sl.